# Maximilian Schäfer

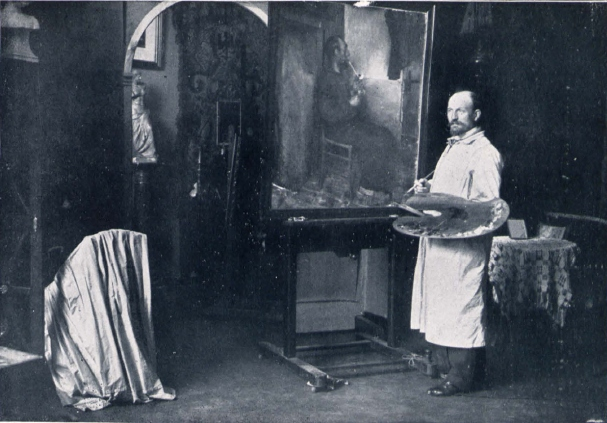
Maximilian Schäfer in seinem Atelier, 1908. Foto von Ed. Frankl.

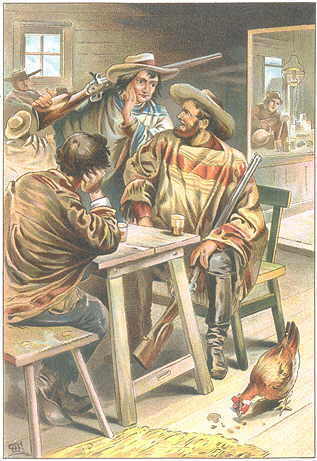
Illustration von Maximilian Schäfer aus der Erstausgabe des Romans Der Schatz des Kaziken, 1890

Maximilian Schäfer (* 14. Juni 1851 in Berlin; † 21. Juli 1916 bei einer Kur in Salzschlirf) war deutscher Porträt- und Genremaler, Buchillustrator und Fachschriftsteller.

## Leben
Schäfer lebte in Berlin, wo er als Professor an der Königlichen Akademischen Hochschule für Bildende Künste und am Kunstgewerbemuseum unterrichtete. Zuvor war er Schüler der Berliner Akademie der Künste und der Kunstschule in Weimar gewesen. Zu seinen Lehrern gehörten Theodor Hagen, F. Schauss und Alexander Struys. Ab 1896 leitete er die Berliner Hochschule für bildende Künste. Er illustrierte unter anderem eine deutsche Ausgabe von Robinson Crusoe, Die Familie Schrötter von Marie Silling (1845–1936) sowie eine Ausgabe von Der Schatz des Kaziken von Eginhard von Barfus. 
1904 nahm er mit seinem Gemälde Sommerfreuden an der Weltausstellung in St. Louis teil.
Zu seinen Schülern gehörten Ernst Hase, Paul Adolf Hauptmann, Charlotte Berend-Corinth, Wilhelm Rex, Fritz W. Schulz, August Böcher, Fritz Peters-Weber, Ernst Dagen, Erna Schmidt (verheiratete Petraschek?), Friedrich Rumpf.

## Werke (Auszug)
- Schäfer, Maximilian: Tierformen Vergleichende Studien über die Anatomie des Menschen und der Tiere für Künstler, Kunst-Handwerker sowie Dilettanten.  Text u. Atlas. 2 Bde. Dresden, Kühtmann, (1899).